# أليكس ديلغادو
أليكس ديلغادو (بالإسبانية: Álex Delgado) هو لاعب كرة قاعدة كولومبي، ولد في 11 يناير 1971 في زوليا في فنزويلا.